# Sonia Fowler
Sonia Ann Fowler (apellido de soltera: Branning, previamente: Jackson), es un personaje ficticio de la serie de televisión británica EastEnders interpretada por la actriz Natalie Cassidy del 2 de diciembre de 1993 hasta el 2 de febrero del 2007. Natalie apareció como invitada del 8 de febrero del 2010 al 10 de febrero del mismo año y de nuevo el 21 de enero del 2011 y finalmente regresó al elenco principal el 14 de enero del 2014.

## Biografía
Sonia llegó por primera vez a Walford en 1993 cuando se muda con su madre Carol Branning y sus medio hermanos Bianca Branning, Robbie Jackson y Billie Jackson. Sonia era hija de Carol y de Terry Cant, un hombre con el que su madre había tenido una aventura. Durante su infancia Sonia fue muy buena amiga de Clare Tyler sin embargo aunque la amistad terminó cuando Clare comenzó a juntarse con otras personas y juntos intimidaban a Sonia pero finalmente se reconciliaron antes de que Clare se fuera.
En 1997 Sonia brevemente se fue de Walford después de que su hermano Billie fuera secuestrado, poco después regresó para visitar a su familia y finalmente en 1998 decidió mudarse permanentemente para vivir con su hermana Bianca. En 1999 Sonia tiene una breve relación con Enrico di Clemente un estudiante italiano de intercambio.
En el 2000 Sonia termina acostándose con Martin Fowler pero decide poner lo sucedido con Martin atrás cuando comienza una relación con Jamie Mitchell, sin embargo su relación con Jamie sufre cuando con tan solo 15 años Sonia sin saber que estaba embarazada de Martin da a luz a una hija, sintiéndose incapaz de ser madre Sonia decide poner a hija Chloe (que después fue rebautizada como Rebecca) en adopción a pesar de las protestas de Pauline Fowler la madre de Martin, sin embargo poco después de darla en adopción Sonia cae en depresión y comienza a sentir culpa y se obsesiona con su hija y termina secuestrándola de casa de sus padres y se encierra en su casa, a pesar de las súplicas de Neil Miller y Sue Miller (los padres adoptivos de Rebecca) por que les devolvieran a su bebé Dot Branning es la que convence a Sonia de entregársela a los Miller.
Poco después Sonia y Jamie se comprometen pero su felicidad se derrumba cuando Jamie la engaña con Zoe Slater y decide terminar con él, poco después Sonia comienza a salir con Gus Smith, quien planea proponerle matrimonio pero queda destrozado cuando Sonia termina con él para regresar con Jamie después de que lo ayudara a curarse luego de que su tutor Phil Mitchell lo golpeara, Jamie le propone matrimonio de nuevo a Sonia y ella acepta sin embargo su felicidad se acaba cuando Martin accidentalmente atropella a Jamie en diciembre del 2002 y finalmente Jamie muere poco después en Navidad. Aunque al inicio a Sonia se le dificulta superar la muerte de Jamie y su enojo por Martin finalmente lo perdona, y pronto comienzan una relación.
En el 2004 Sonia y Martin deciden huir y casarse, poco después Sonia comienza a estudiar enfermería y ella y Martin se mudan con Pauline pero la interferencia de Pauline en su relación pronto comienza a afectarlos, las cosas empeoran cuando Sarah Cairns comienza a acosar a Martin e intenta destruir su matrimonio con Sonia haciéndole creer que ella y Martin se habían acostado, cuando Martin le dice que no quiere verla de nuevo Sarah se molesta y termina secuestrando a Sonia y cuando le dice a Sonia que ella y Martin no se habían acostado y se da cuenta de que él nunca la amaría acuchilla a Martin en el estómago, Sonia logra liberarse y golpea a Sarah dejándola inconsciente, Sarah finalmente es arrestada y recluida en una institución mental y Martin es llevado a un hospital donde se recupera.
Cuando Sonia y Martin descubren que los Miller habían muerto en un accidente automovilístico se preocupan por el bienestar de su hija por lo que deciden visitar a su tutora Margaret Wilson, cuando hablan con ella se hacen pasar por unos amigos de los Miller pero cuando Margaret descubre que son los padres biológicos de Rebecca les ordena que se vayan, las cosas en su relación con Martin se ponen tensas cuando descubre que Pauline había visitado a Rebecca con Martin, por lo que Sonia comienza a pasar más tiempo con su amiga Naomi Julien, pronto Naomi comienza a desarrollar sentimientos románticos por Sonia y cuando ella le dice que estaba teniendo problemas en su matrimonio y que estaba considerando separarse Naomi aprovecha su oportunidad y la besa, poco después comienzan una relación y Sonia deja a Martin.
Margaret decide hacer los tutores legales de Rebecca a los Fowler sin embargo decide no incluir a Sonia cuando descubre que ella estaba teniendo una relación lésbica con Naomi y cuando Margaret muere Martin obtiene la custodia, sin embargo las cosas no mejoran cuando Pauline intenta prohibirle a Sonia acercarse a Rebecca, esto la afecta y cuando Naomi siente que Sonia pone primero a su hija que su relación decide terminar con ella. 
Todo lo sucedido ocasiona que Sonia sufre de depresión, descuide su trabajo y comience a tomar alcohol sin embargo Gus logra ayudarla y pronto Sonia se recupera y comienza de nuevo una relación con él pero no dura cuando finalmente Sonia le dice que todavía amaba a Martin. 
En octubre del 2006 Sonia y Martin finalmente reciben los papeles de divorcio pero ambos deciden no separarse y regresan, cuando Pauline descubre que su hijo había regresado con Sonia le miente y le dice que estaba muriendo de un tumor cerebral y le ordena a Martin que deje a Sonia y él lo hace para cuidar a su madre, sin embargo cuando Martin descubre las mentiras de su madre se enfurece y se muda con Sonia, molesta Pauline amenaza a Martin con no volver a verlo y cuando Sonia va a verla para intentar mejorar su relación con ella terminan peleando y Sonia la abofetea.
Cuando Pauline es encontrada muerta al día siguiente Sonia teme que la bofetea que le había dado le hubiera causado la muerte y cuando descubre que su hija había visto la pelea intenta que no le diga a nadie pero Rebecca termina contándole a Dot lo sucedido en el funeral. Horrorizado y creyendo que Sonia había sido la responsable de la muerte de su madre Martin no deja que se acerque a Rebecca, asustada por ser arrestada e ir a prisión Sonia decide huir y secuestra a su hija, Martin frenético las busca sin resultados sin embargo unos días después Sonia regresa a Walford y es arrestada por asesinato sin embargo esa misma noche Dot descubre que el verdadero responsable de la muerte de Pauline había sido su esposo Joe Macer quien después de pelear con Pauline el día de Navidad la había golpeado en la cabeza ocasionádole la muerte, Sonia es liberada de prisión y decide irse y después hablar con Martin decide mudarse a Manchester en febrero del 2007, sin embargo mientras se encuentra en el taxi ve a Martin y Rebecca obstruyendo el camino y le dicen que se quieren ir con ella, Sonia y Martin se reconcilian y se van de viaje a los Estados Unidos antes de mudarse a Manchester.
En enero del 2010 Bianca contacta a Sonia para la invita a su boda con Ricky Butcher y Sonia le envía un mensaje a Bianca diciéndole que ella y Martin asistirían, pero cuando Sonia regresa el 8 de febrero lo hace sin Martin pero le dice a Bianca que estaban bien sin embargo cuando Martin la llama Sonia rechaza la llamada y se pone borracha. Una semana después Bianca nota que Sonia continuamente había intentado evitar hablar de Martin y Rebecca. 
Cuando Sonia decide ir a visitar la tumba de Jamie se emborracha cuando va al pub "The Queen Victoria" y termina atacando verbalmente a Phil sobre la forma en que había tratado a Jamie cuando estaba vivo, Phil logra calmarla y le dice que consideraba a Jamie como a uno de sus hijos y le dice que vaya arriba a acostarse y así recuperarse, sin embargo Sonia malinterpreta sus palabras y cuando sube se quita la ropa y se acuesta en la cama de Phil. Cuando Phil sube se sorprende al ver a Sonia desnuda en su cama pero antes de que le diga que se vistiera la novia de Phil, Shirley Carter entra y entienda mal lo sucedido y termina abofeteando a Phil. Al día siguiente Sonia le pide perdón a Phil después de hablar con Shirley, luego le dice a su madre que tenía problemas con Martin y Carol la aconseja con darle otra oportunidad por el bien de Rebecca.
Después de la boda de Bianca, Sonia decide que es tiempo de comenzar de nuevo con Martin y decide irse de Walford una vez más. En octubre del 2010 se revela que Sonia no había podido asistir al funeral de su hermano Billie ya que estaba visitando a su hermano Robbie en Mumbai pero manda flores.
Sonia regresa en enero del 2011 para explicarle a su madre que Bianca estaba quedándose con ella luego de que agrediera a Connor Stanley y luego le dice que la verdadera razón por la que no había asistido al funeral de Billie era porque estaba muy molesta por su muerte. Luego le dice que ella y Martin se habían separado después de que descubriera que él la había engañado y que ella y Rebecca ahora vivían en Dagenham.
Sonia regresa a Walford en enero del 2014 después de que su madre Carol la visitara y le dijera que había sido diagnosticada con cáncer de seno, poco después le revela a su madre que había regresado con Martin y unos minutos más tarde Bianca la visita, cuando Rebecca se pone a cantar y tocar la guitarra Carol comienza a llorar.